# John T. Connor

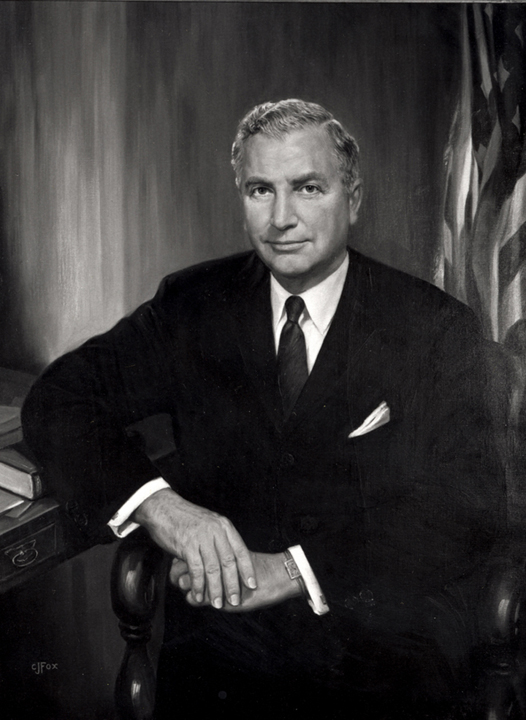
John T. Connor

John Thomas Connor, född 3 november 1914 i Syracuse, New York, död 6 oktober 2000 i Boston, Massachusetts, var en amerikansk företagsledare och politiker. Han tjänstgjorde som USA:s handelsminister 1965-1967.
Connor avlade 1939 juristexamen vid Harvard Law School. Han arbetade sedan på advokatbyrån Cravath, de Gersdorff, Swaine, and Wood i New York. Han var medarbetare åt marinministern James Forrestal 1945-1947.
Connor anställdes 1947 av läkemedelsföretaget Merck & Co. Han var företagets verkställande direktör 1955-1965. Han efterträdde 1965 Luther H. Hodges som handelsminister. Han avgick i januari 1967 och tjänstgjorde sedan som vd för Allied Corp. 1967-1979.
Connors grav finns på Mosswood Cemetery i Cotuit i Barnstable.